# 番匠一雅
番匠 一雅（ばんしょう かずまさ、1970年8月18日 - ）は、日本の地域福祉論者、福祉情報論者、電子情報工学者。大学教員・研究者。田園調布学園大学 教授。
専門は地域福祉論、福祉情報論、電子情報工学。

## 来歴・人物
大阪府生まれ。拓殖大学工学部情報工学科卒業。拓殖大学大学院 工学研究科 電子情報工学専攻（博士課程後期）単位取得満期退学（1998）。東北大学大学院教育情報学研究部（博士課程後期） 単位取得満期退学（2023）。
2002年、田園調布学園大学に入職。2005年から同大学にて、子どもが作る町ミニたまゆりを企画・運営。以降、「こどものまち」の実践者・研究者として活動を継続。
「かながわ子ども合衆国」「ベトナム社会主義共和国日本語文化実践講座ミニフエ」「全国VRこどものまちサミット」「世界子ども地域合衆国サミット」など「こどものまち」に関連する活動を企画・運営。近年は、「こどものまち」を全国に広げるために主催団体の支援や、行政への働きかけを行なっている。

## 著書
- 『GATEWAY2000スーパーファンブック』（秀和システム） 1995
- 『日本ゲートウェイ2000スペシャルファンブック 』（秀和システム）1996
- 『最新ATOK10がすぐに使える本 』（秀和システム）1996
- 『地域で遊んで学ぶ、キャリア教育―こどものまちで働こう 』（国土社）2008
- 『シェアハウスで暮らす 』（誠文堂新光社）2013
- 『持続する郊外－住民主導のアーバニズム－ 』（青弓社）2023
- 『「こどものまち」で世界が変わる 日本中に広がるその可能性』（萌文社）2024